# Poems and Ballads. Second Series

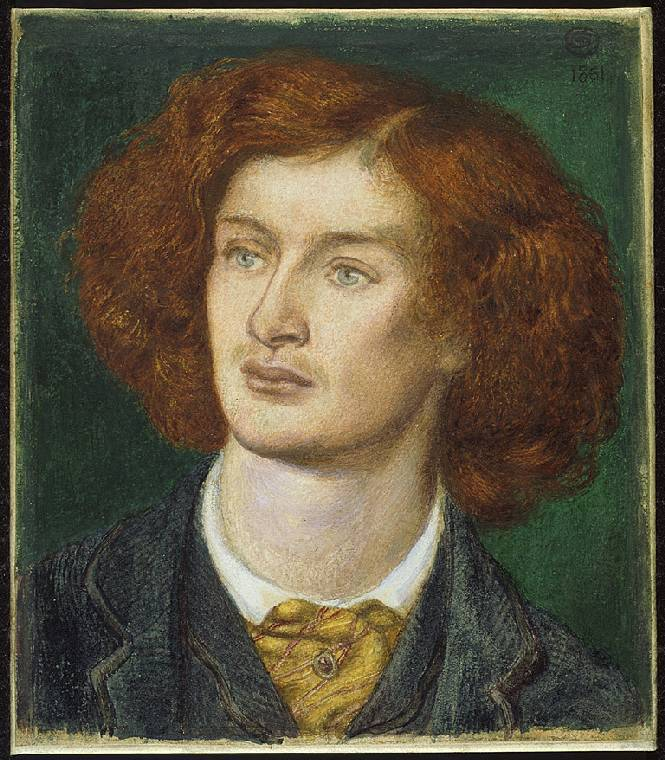
Dante Gabriel Rossetti, Portret Algernona Charlesa Swinburne’a

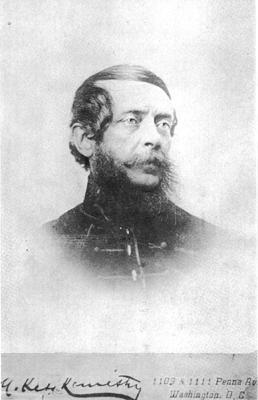
Lajos Kossuth, dagerotyp

Poems and Ballads. Second Series – tomik wierszy angielskiego poety Algernona Charlesa Swinburne’a, opublikowany w Londynie w 1878 roku przez spółkę wydawniczą Chatto & Windus i wznowiony w Nowym Yorku w 1885. Stanowi nawiązanie do wcześniejszego zbiorku Poems and Ballads z 1866.  Tom został zadedykowany Richardowi F. Burtonowi. Zawiera między innymi utwory The Last Oracle, In the Bay, A Forsaken Garden, Relics, At a Month's End, The Year of the Rose, A Wasted Vigil, The Complaint of Lisa, A Vision of Spring in Winter, For the Feast of Giordano Bruno, Ave Atque Vale, Memorial Verses on the Death of Théophile Gautier i Triads. Ponadto w tomiku znalazł się cykl Four Songs of Four Seasons. Do omawianego tomiku Swinburne włączył również swoje tłumaczenia wierszy francuskiego średniowiecznego poety François Villona, w tym Epitaph in Form of a Ballad. Utwory składające się na zbiorek charakteryzują się kunsztowną formą wersyfikacyjną. Są wśród nich sonety, sestyny liryczne i ballady francuskie. Swinburne posługuje się też często swoim ulubionym środkiem instrumentacji głoskowej, aliteracją, na przykład:
For who sleeps once and sees the secret light
Whereby sleep shows the soul a fairer way
Between the rise and rest of day and night,
Shall care no more to fare as all men may,
But he his place of pain or of delight,
There shall he dwell, beholding night as day.
(Sestina)
Dwa utwory Swinburne poświęcił poecie, którego lubił i wysoko cenił, Wiktorowi Hugo, autorowi cyklu epickiego Legenda wieków i popularnych powieści jak Nędznicy i Katedra Marii Panny w Paryżu. Są to sonety To Victor Hugo i Victor Hugo in 1877. W tomiku zamieścił też sonet To Louis Kossuth, mówiący o osobie węgierskiego bohatera narodowego Lajosa Kossutha.